# برو (مین)
برو(به انگلیسی: Brewer) شهری در ایالت مین کشور ایالات متحده آمریکا است که جمعیت آن در سرشماری سال ۲۰۱۰ میلادی، ۹٬۴۸۲ نفر بوده‌است.